# Livristsagen
Livristsagen var retssag, der  i 1997-98 var rejst mod en livrist for kongehuset.
I april 1997 blev en 32-årig livrist for Prins Joachim og Prinsesse Alexandra fyret efter ni måneders ansættelse. Livristen blev samtidig af hofchef Per Thornit meldt til Lyngby Politi for bedrageri, mandatsvig og brugstyveri til en værdi af omtrent 500.000 kr. En del af dette beløb omfattede istandsættelse af livristens tjenestebolig på Sorgenfri Slot for 400.000 kr.
Undervejs nægtede livristen sig skyldig, mens Prins Joachim med henvisning til sin immunitet ifølge Kongeloven afviste at vidne i retten.
Sagen viste, at kongehuset havde mange uformelle aftaler med de ansatte som aflønning for overarbejde, og der var uenighed om aftalens indhold.
18. maj 1998 opgav politimesteren i Lyngby efter samråd med statsadvokaten for Sjælland at rejse tiltale mod livristen.
Ifølge Ekstra Bladet betalte kongehuset senere 60.000 kroner til livristen i erstatning for uberettiget afskedigelse.